# Milton Work
Milton Work (ur. 15 września 1864, zm. 27 czerwca 1934) – amerykański brydżysta, teoretyk i popularyzator brydża. Opracował (wspólnie z Olive Petersonem) najbardziej popularną metodę liczenia punktów honorowych.
Na początku XX wieku Work był uznawany w Ameryce za największy autorytet w dziedzinie brydża (wtedy jeszcze był to brydż licytowany czyli okszen). W roku 1928 płacono mu jak wówczas zawrotną sumę 7000 $ tygodniowo za prowadzenie wykładów o tej tematyce. Wspólnie z Elim Culbertsonem był współtwórcą pierwszego nowoczesnego systemu "The Official System". W latach 1932–1934 był prezesem United States Bridge Association.